# Pădureni (gmina w okręgu Vaslui)
Pădureni – gmina w Rumunii, w okręgu Vaslui. Obejmuje miejscowości Căpotești, Davidești, Ivănești, Leoști, Pădureni, Rusca, Todireni i Văleni. W 2011 roku liczyła 4028 mieszkańców.